# شيرو كندي
شيرو كندي هي قرية في مقاطعة أرومية، إيران. يقدر عدد سكانها بـ 134 نسمة بحسب إحصاء 2016.